# راجرزویل (آلاباما)
راجرزویل (به انگلیسی: Rogersville) یک شهر در ایالات متحده آمریکا است که در شهرستان لاودردیل، آلاباما واقع شده‌است. راجرزویل ۷٫۸۶ کیلومتر مربع مساحت و ۱٬۲۵۷ نفر جمعیت دارد و ۱۹۵ متر بالاتر از سطح دریا واقع شده‌است.